# Дуліаджан – Нумалігарх
Дуліаджан – Нумалігарх – газопровід на північному сході Індії, у штаті Ассам.
Ще з 1960-х років у штаті Ассам узялись за монетизацію ресурсу попутного газу, який отримували під час розробки нафтових родовищ. Тривалий час його використовували для потреб електроенергетики та хімічної промисловості, а на початку 21 століття вирішили подати до нафтопереробного заводу компанії Numaligarh Refinery Limited (почав роботу в 2000-му).
В межах проекту у 2011 році ввели в дію газопровід завдовжки 192 км з діаметром 400 мм. По ньому мають перекачуватись 0,9 млн м3 на добу, які нафтовидобувна компанія Oil India Limited зобов’язалась постачати власнику НПЗ.
Планується, що в середині 2020-х до Нумалігарху вийде трубопровід North East Gas Grid, який забезпечить сполучення Ассаму з основною частиною індійської газотранспортної системи.